# Stumblin’ In
«Stumblin’ In» (рус. «Ошибаясь») — песня в исполнении дуэта Криса Нормана и Сьюзи Кватро. Вошла в альбом Сьюзи Кватро If You Knew Suzi….
Крис Норман на тот момент был вокалистом (фронтменом) группы Smokie, и для него эта песня стала отходом от софт-рокового звучания его группы.
В песне поётся о том, как неожиданно влюбляешься в человека, в которого никогда нельзя было ожидать влюбиться.
Песня достигла 4 места в США (в Billboard Hot 100). В Великобритании же она была менее успешна, поднявшись только до 41 места в сингловом чарте UK Singles Chart.
В карьере Сьюзи Кватро, у которой в британских чартах побывала целая серия хитов, эта песня так и осталась единственной, поднявшейся в Top 5 в национальном рейтинге США.
И для Сьюзи Кватро, и для Криса Нормана (как солиста) эта песня в итоге оказалась самой успешной песней в карьерах, причём с большим отрывом. У Криса Нормана потом была песня «Midnight Lady», но она имела успех только в континентальной Европе, в Великобритании в чарты не попала.

## Реакция критики
Американская музыкальная пресса тепло восприняла выход сингла. Так, еженедельник Record World 20 января 1979 года писал, что песня брендирована знаком качества Chinnichap, что само по себе является достаточным поводом для прослушивания и попадания в Top 40. Рецензенты Billboard тоже отметили, что продюсер и автор точно знает как использовать хук для наилучшего результата. Вокальный дуэт исполнен убедительно, а хитроумная аранжировка и мелодия сохраняются во всём. Обзор Cashbox, третьего еженедельного профессионального журнала музыкальной индустрии США, не стал исключением. Его обозреватели также высоко оценили композицию и напророчили ей попадание в чарты: «Ровный, умеренный ритм и изящные гитарные штрихи, общая струнная поддержка и хорошее пение делают этот материал достойным Top 40».

## Список композиций
| №  | Название       | Автор(ы)                | Длительность |
| -- | -------------- | ----------------------- | ------------ |
| 1. | «Stumblin’ In» | Никки Чинн, Майк Чепмен | 3:57         |

| №  | Название              | Автор(ы)                | Длительность |
| -- | --------------------- | ----------------------- | ------------ |
| 1. | «A Stranger With You» | Никки Чинн, Майк Чепмен | 3:52         |

## Участники записи
- Сьюзи Кватро — ведущий вокал, бас-гитара
- Крис Норман — ведущий вокал, гитара
- Лен Таки[англ.] — гитара
- Майк Дикон — клавишные
- Дэйв Нил — ударные
- Майк Чепмен — продюсер, автор песен
- Никки Чинн — автор песен

## Позиции в хит-парадах
| Год появления сингла в чарте | Название чарта                            | Наивысшая позиция | Пребывание в чарте | Источник(и)        |
| ---------------------------- | ----------------------------------------- | ----------------- | ------------------ | ------------------ |
| 1978—1979                    | Австралия (Kent Music Report)             | 2                 | 24 недели          | [ 8 ] [ 9 ] [ 10 ] |
| 1978—1979                    | Австрия (Ö3 Austria Top 40)               | 6                 | 16 недель          | [ 11 ]             |
| 1978—1979                    | Бельгия / Фландрия (Ultratop 50)          | 3                 | 11 недель          | [ 12 ]             |
| 1978—1979                    | Великобритания (UK Singles Chart)         | 41                | 8 недель           | [ 6 ]              |
| 1978                         | Ирландия (Irish Singles Chart)            | 13                | 2 недели           | [ 13 ]             |
| 1979                         | Канада (RPM 100 Singles)                  | 11                | 18 недель          | [ 14 ] [ 15 ]      |
| 1979                         | Канада (RPM Adult Contemporary)           | 1                 | 18 недель          | [ 16 ] [ 17 ]      |
| 1978—1979                    | Нидерланды (Single Top 100)               | 3                 | 12 недель          | [ 18 ]             |
| 1979                         | Новая Зеландия (Recorded Music NZ Charts) | 2                 | 20 недель          | [ 19 ]             |
| 1979                         | США (Billboard Hot 100)                   | 4                 | 22 недели          | [ 5 ]              |
| 1979                         | США (Cashbox Top 100 Singles)             | 6                 | 17 недель          | [ 20 ] [ 21 ]      |
| 1978—1979                    | ФРГ (Offizielle Top 100)                  | 2                 | 20 недель          | [ 22 ]             |
| 1978—1979                    | Швейцария (Schweizer Hitparade)           | 7                 | 10 недель          | [ 23 ]             |
| 1979                         | Швеция (Topplistan)                       | 7                 | 6 недель           | [ 24 ]             |
| 1979                         | ЮАР (Springbok Radio)                     | 2                 | 12 недель          | [ 25 ]             |